# 心碎情網
〈心碎情網〉是英國歌手杜娃·黎波的單曲，由华纳唱片於2020年3月25日，收錄在黎波第二張錄音室專輯《流行先鋒》。由杜娃·黎波、艾麗·坦波西、安德魯·瓦特、Stefan Johnson、Jordan K. Johnson、Andrew Farriss及Michael Hutchence共同創作。